# 上田茂樹
上田 茂樹（うえだ しげき、1900年7月27日 - 1932年4月?）は、日本の社会運動家。日本共産党結成に参加、中央委員を務めたが、地下活動中検挙され、その後の消息は不明。大分県中津市出身。北海道生まれ。

## 経歴・人物
中津藩出身で自由民権運動の闘士だった上田長次郎（のちに戴憲と改名）の八男として北海道で生まれた。官吏となった父の転任によって朝鮮に渡ったが、まもなく大分県中津町（現：中津市）の親戚に預けられ、大分県立中津中学校（現：大分県立中津南高等学校）に進む。
父の事業失敗のため中学を2年で中退し、1917年に上京。昼は横浜のローヤル火災保険会社に働き、夜は正則英語学校で勉強する生活であった。このころから社会主義文献を読み始め、日本社会主義同盟に加盟し、山川均、堺利彦らのML研究会に参加。1920年暮れ、ローヤル火災保険会社を退社。1921年5月に日本社会主義同盟が解散したのちも、水曜会世話役の一人として活動を続けた。同年暮れ、山川らと社会主義時事評論雑誌『前衛』の創刊に関わり、翌1922年4月よりその編集責任者となった。
1922年7月15日の第一次共産党の結成に参加、統制委員となった。翌1923年2月4日の第2回党大会で中央委員に選任、機関誌『前衛』『階級戦』の編集名義人。
1923年6月、第一次共産党弾圧で渡辺政之輔らとともに投獄され、同年12月に保釈される。1924年5月、党理論機関誌『マルクス主義』の創刊に参加、ついで1925年9月に創刊された合法面の機関紙「無産者新聞」の編集に携わった。1926年7月、治安維持法違反で禁錮10か月の判決が確定し入獄。翌1927年1月満期出獄すると、すぐに27年テーゼに基づいて党中央アジプロ（宣伝煽動）部と党関東地方委員長を担当、無産者新聞社員を務めつつ工場細胞づくりに努めた。著作・翻訳を手がけ、学習会講師としても活動した。
1928年3月15日の大弾圧三・一五事件で逮捕、入獄。獄中で結核が再発したが、1930年初め、結核病舎で30人の同志たちを指導し待遇改善のためにたたかった。喀血、重肺患のため、1931年10月執行停止を受け出獄したが、まもなく地下活動に入り、党中央委員として指導的活動に参加。
1932年4月2日、街頭連絡中にスパイの手引きによって逮捕され、以後消息を絶った。警視庁で虐殺されたと推定されており、虐殺者の追及も遺体の捜索もされないままに今日に至っている
。
1945年10月5日、連合国軍最高司令官総司令部は全国の検事局、刑務所に対し政治犯の釈放を命令。この報道が行われた際、上田茂樹ついては国内に潜伏（刑務所などにはいない）と伝えられている。

## 著作・翻訳
- ミハエル・パブロヴィッチ著、上田茂樹 訳『帝国主義の経済的基礎』早稲田泰文社 1924
- 『無産階級の世界史』文化学会出版部 1925 (社会問題叢書 ; 第4編)
- 堺利彦、上田茂樹著『労農ロシアの資源及貿易』実業之世界社 1925
- ロゾフスキー著、上田茂樹訳『レーニンと労働組合運動』希望閣 1926
- 『世界歴史』南宋書院 1927 (無産者自由大学 ; 第5講座)
- アー・エス・ザクス著、上田茂樹訳『科学的社会主義の基礎 : マルクスの二大発見』 南宋書院 1927
- リアザノフ編、上田茂樹訳『人・思想家・革命家としてのカール・マルクス』 南宋書院 1928
- ミハエル・パブロヴィツチ著、上田茂樹訳『世界帝國主義論入門』大衆公論社 1930[8]